# 徐若晗
徐 若晗（シュー・ルオハン、シュ・ルオハン、1998年2月27日 - ）は、中華人民共和国の女優。

## 経歴
北京電影学院動画学院で学び、2018年にジャッキー・チェン監督映画『我的日記』（2021年公開）で俳優デビュー。2020年にはジャッキー主演映画『プロジェクトV』や、テレビドラマ『ゼロ婚 〜恋はプロポーズのあとで〜』『夏花』に出演した。

## 出演作品

### 映画
- 我的日記（2018年製作・2021年公開）
- プロジェクトV 急先锋（2020年）
- 遇见你（2022年）
- 不要走散好不好（2023年）

### テレビドラマ
- ゼロ婚 〜恋はプロポーズのあとで〜 完美先生和差不多小姐（2020年）
- 君の未来を狙え 瞄准你的未来（2022年）
- 美男〈イケメン〉宮廷〜麗しき四人の皇子たち〜 公子不可求（2023年）
- 夏花 夏花（2023年）
- 鸣龙少年（2023年）
- おかえり、僕の初恋 再见，怦然心动（2024年）
- 愛你（2025年）